# Příšerné příběhy z Černé lodi
Příšerné příběhy z Černé lodi (anglicky Tales of Terror from the Black Ship) je druhou sbírkou povídek z hororové tetralogie britského spisovatele Chrise Priestleyho. Dílo bylo poprvé vydáno v roce 2009 nakladatelstvím Bloomsbury. Později, v roce 2011, knihu přeložil do českého jazyka Vít Penkala a byla vydána nakladatelstvím Argo. Knihu ilustroval Daniel Roberts a graficky upravil Libor Batrla. Touto knihou vzdal autor hold Edgaru Allanu Poeovi. 
Strašidelné povídky ve sbírce vypráví mladý námořník, který se objevil ve zchátralé krčmě stojící na pobřeží Cornwallu. Zde nejde dvě děti, které zde bydlí a čekají na otce hledajícího lék na jejich záhadnou nemoc. V povídkách se objevují přízraky, piráti a mořské obludy. Do hororové tetralogie tohoto spisovatele patří také Příšerné příběhy strýce Montaguea, Příšerné příběhy z temného tunelu a Příšerné příběhy vánoční. 

## Děj
Příběh začíná v osamělé krčmě, která se nachází na samém okraji strmého útesu. Na první pohled se zdá, že tato krčma je opuštěná. Přesto tady žijí dva sourozenci Ethan a Káťa se svým zoufalým otcem, který se stále nevzpamatoval ze smrti své ženy. Dokonce pouhým pohledem na svoji dceru viděl svoji ženu, a tak se snažil dcery nevšímat. Svůj stesk po ni zahání alkoholem. Dříve do hospody, kde žili, chodilo spoustu lidí a námořníků i přesto, že byla odlehlá. Nyní se ji lidé díky otcovu chování vyhýbají. Otcův duševní stav se zhoršoval a byl vzteklý.
Jednoho dne sourozence postihla záhadná nemoc, se kterou si otec nevěděl rady. Vydal se tedy do vsi shánět léky na tuto nemoc a děti zůstaly doma sami. Najednou na dveře zabušil neznámý a nečekaný host. Ethan i Káťa byli oba velice vyděšení, ale venku zuřila děsivá bouře, a tak byly nuceni neznámému otevřít i přestože otci slíbili, že nikomu neotevřou. Neznámý se představil jako námořní podporučík Jonáš Trackey. Byl studený a v obličeji velice bledý. Nevypadal na víc než na 18 let. Aby si zkrátili čekání na otce, začne jim neznámý host vyprávět strašidelné příběhy. Byly to různé příběhy, které sourozencům naháněly husí kůži. Vyprávěl jim například o mladém námořníkovi, který se ocitl na lodi plné upířích démonů, o námořnících, kteří uvízli na moři a byli sežráni lidožravými hlemýždi, nebo o Černé lodi, která se plaví na nekonečné plavbě temnými vodami oceánu a nabírá zvláštní pasažéry. Najednou se sourozencům zdají být povídky až moc pravdivé, jako by je sám Jonáš prožil. 
Jonáš pronesl, že je čas jít a rozběhl se z útesu dolů k Černé lodi. Posádka na lodi začala zvedat kotvy i přesto, že se loď zdála poškozená. Sourozencům došlo, že tento záhadný cizinec byl již mrtvý. 
Do domu přišli dva cizinci, Hugh a Montague. Děti na ně mluvili, ale tito dva je vůbec nevnímali. Dva muži si spolu povídali o této krčmě a řekli, že muž v této krčmě své dvě děti otrávil a tím skončil v ústavu pro duševně choré, kde se sám otrávil také. Sourozenci tímto zjistili svůj hrozný osud a se slzami si šli lehnout a spát.

## Přijetí a interpretace
Boris Hokr pro časopis ABC hodnotí knihu pozitivně a tvrdí, že se autor nebojí čtenáře pořádně vystrašit. Chválí Priestleyho schopnost evokovat prostředí moře: „Priestley dokáže skvěle popsat vůni mořského vánku i smrad utopenců, krásu japonského přístavu i děs démonického tetování. Pokud byste ho slyšeli vyprávět to během bouřlivé noci, rozhodně byste jen tak neusnuli. Budit napětí se mu navíc daří nejen v jednotlivých povídkách, ale i ve chvílích, kdy se vrací do prázdného hostince. Příšerné příběhy z Černé lodi jsou plné odkazů na klasické strašidelné historky Edgara Alana Poa. Její jazyk je plný náznaků, ale přitom dostatečně obrazný a jednotlivé zápletky jsou náležitě rozmanité a děsivé. Radost z četby násobí ilustrace, které svou ponurostí perfektně vystihují atmosféru a zároveň připomínají loutkové filmy Tima Burtona jako Mrtvá nevěsta.“
Philip Womack pro Literary Review uvedl, že kniha sice má své nedostatky, jedná se však o strašidelné a vydařené čtení s důrazem na obratně zachycené detaily. O vyznění knihy se vyjádřil následovně: „Většina těchto příběhů, mnohem více zaměřených na morálku než loňská sbírka (Příšerné příběhy strýce Montaguea), trestá provinilé jedince; a tím ztrácí část svého černého lesku. Priestley také rád využívá zvířata jako agenty pomsty, což je trop, který byl již několikrát příliš mnohokrát využit. Nejlepší z nich, Chlapec ve člunu, má ozvěny zajetí boha Dionýsa piráty: rozesmátého chlapce vyzvedne loď; nic neříká, jeho úsměv je okouzlující, ale kdekoli se objeví, vyvolává hrůzu. Tento příběh působí děsivě, protože nemá žádnou zjevnou příčinu: strach je o to skutečnější, že je náhodný; klidný chlapec odplouvá, aby mohl způsobit další zkázu, a nechává za sebou hnít zničenou loď.“